# Partido Revolucionario de los Trabajadores-Izquierda Revolucionaria
Partido Revolucionario de los Trabajadores-Izquierda Revolucionaria (PRT-IR) va ser una organització política comunista espanyola, formada l'estiu del 2002 com a resultat de la fusió del Partido Revolucionario de los Trabajadores (PRT) i d'Izquierda Revolucionaria (IR). El seu òrgan era En Lucha. Va ser la secció oficial d'Espanya de la Lliga Internacional dels Treballadors-Quarta Internacional (LIT-QI).

## Història
La primavera del 2004, el PRT-IR abandonà la coalició Izquierda Unida (IU, i Esquerra Unida i Alternativa, al Principat). Manté, però, la participació a Corriente Roja (al Principat, Assemblea Roja-Corrent Roig), juntament amb altres sectors que trencaren amb IU.

### Dissolució
En 2011 PRT-IR es dissol per unir-se a Corrent Roig.